# Personlastterrängbil 903
Personlastterrängbil 903 (Pltgb 903), Valpen, är Försvarsmaktens beteckning för en modell av fordon i Volvos L3314-serie. 

## Historik
Fordonet är en lätt lastbil eller buss med hög markfrigång. Volvos namn på denna fordonsserie var "Laplander". Smeknamnet Valpen ska den ha fått genom att någon liknande fordonets stora hjul med en hundvalp som har alltför stora tassar. 
 
Många av delarna kom från Volvos standardkomponenter under samma tid, till exempel motorn och växellådan som i grunden är desamma som satt i Amazon och i Duett.
Siffran noll i beteckningen visar att lastförmågan understiger ett ton. Utan någon bokstav efter siffrorna indikeras att modellen är i sitt grundutförande och försedd med tak och sidor tillverkade av presenning spänd över stålbågar.

Dörrarna till förarutrymmet är tvådelade. Modellen saknar normalt vinsch. Varianterna 903B, 9033 och 9034 var försedda med heltäckande stålhytt och hela framdörrar. Många av dessa fordon är försedda med mekanisk vinsch kopplad till fördelningsväxellådan. 
 
En modell med öppet flak, heltäckande 2-personers hytt och vinsch levererades till bl.a. flygvapnet och marinen och kallades där 902B. Civilt kallas denna modell L3314PU (Pick-up).
Polisen i Stockholm använde några valpar för trafikövervakning efter att deras gula Land Rovers avvecklades.
Valpen blev mycket populär som skogsbrandbil hos räddningstjänsten runt om i landet. 

Än idag finner man en och annan valp på svenska brandstationer, även om den ofta ersatts av valpens efterträdare Volvo C303 eller C304. 
 
Även Televerket och kraftbolag köpte valpar av Volvo. Fordonet licenstillverkades i Norge för den norska arméns räkning. Bilar tillverkade i Norge har 24 V elsystem och en fällbar vindruta.
Över 8000 fordon inom fordonsfamiljen levererades till den Svenska försvarsmakten. Dessa togs i tjänst åren 1963–1964. År 1974 utgick fordonet ur krigsorganisationen, detta i samband med att det ersattes av Terrängbil 11. 

På grund av det stora antalet levererade fordon samt reservdelar, kom de ändå att finnas kvar i Försvarsmakten till slutet av 1990-talet. Åtskilliga såldes ut och kom att brukas som civila fordon när de togs ur tjänst i försvaret.

## Varianter

### Pansarvärnspjästerrängbil 9031
För bekämpning av pansarfordon tog man fram fordonet pansarvärnspjästerrängbil 9031. Ram/chassi är i princip lika men karossen är helt annorlunda varför den till utseendet mycket olik grundmodellen. Den var försedd med en pansarvärnspjäs 1110.

### Pansarvärnsrobotterrängbil 9032
Version för bekämpning av pansarfordon med pansarvärnsrobotar. Har utskjutningsanordningar för Robotsystem 52. I princip samma utseende som grundmodellen 903 men med en annan typ av kapell.

### Radiopersonterrängbil 9033
Version för radiokommunikation byggd på Volvos uppgraderade L3315, skillnaderna på grundfordonet är bland annat 24 volts elsystem med dubbla batterier och extra stor växelströmsgenerator, radioavstört tändsystem, handgas och huvudströmbrytare.

På grund av högre totalvikt så har den kraftigare bladfjädrar men även vakuum-bromsservo och styrdämpare som ger förbättrade köregenskaper och den militära max tillåtna hastigheten är därför höjd med 10 km/h till 80 km/h, i praktiken dock högre.
Radiosambandsutrustningen bestod av någon av modellerna Ra 120/121/122, Ra145, Ra200 eller Ra422 varav max två st kunde vara monterade samtidigt vid operatörsplatser i skåpet. I förarutrymmet fanns radiomottagare 920 (FM-radio) för mottagning av LUFOR. Även en fälttelefon fanns i hållare bredvid bakdörren. På taket satt en 2,15 m lång stavantenn för radiokommunikation på kortvågsbandet under gång. På fordonets bakgavel fanns två antennfästen med antennanpassningsenheter för radiokommunikation på ultrakortvågsbandet. LUFOR-antennen är placerad framtill ovanför höger strålkastare. Via ett anslutningsfack på bakgaveln kunde även externa antenner för kortvågs- och ultrakortvågsradio anslutas, de senare kunde fjärrmanövreras med hjälp av en 25 m lång förlängningskabel på kabelvinda.

### C202
Under 1970-talet lanserade Volvo åter Valpen/Laplander som ett billigare alternativ till C303 (Tgb11). 

Dessa licenstillverkades i Ungern och känns bl.a. igen på fyrkantiga låshandtag monterade i framdörrarnas utbukting för armbågsutrymme och den svarta plastgrillen i samma stil som dåtida Volvo personbilar. 

Huvudsakliga skillnader mot L3314/15 är att C202 har den större B20 motorn, högre växlade fram och bakaxlar, andra säten som ger bättre komfort och annan instrumentering.

Ytterligare skillnader är även bl.a. tvåstegs säkerhets-dörrlås, elektrisk/vakuumstyrd inkoppling av fyrhjulsdriften, men saknar dock differentialbromsen i bakaxeln. 

Återlanseringen blev måttligt framgångsrik, varför modellen avvecklades efter att 3222 st tillverkats.

### Sammanställning av data för olika varianter[6]
| Militär modellbeteckning               | Pltgbil 903                                     | Ltgbil 903B                                                          | ?                                                                     | Pltgbil 903C                                | Pvpjtgbil 9031                    | Pvrbtgbil 9032                                                    | Raptgbil 9033 | Pltgbil 9034                                | Brandtgbil 921B |
| -------------------------------------- | ----------------------------------------------- | -------------------------------------------------------------------- | --------------------------------------------------------------------- | ------------------------------------------- | --------------------------------- | ----------------------------------------------------------------- | --- | ------------------------------------------- | --- |
| Fabrikat, typ (Civil modellbeteckning) | Volvo L3314                                     | Volvo L3314 PU                                                       | Volvo L3314 CL                                                        | Volvo L3314 HT                              | Volvo L3304                       | Volvo L3314A PU                                                   | Volvo L3315 HT | Volvo L3315 HT                              | Volvo L3314 PU |
| Kaross                                 | Öppen kaross med stålbågar och skyddstak av väv | Täckt stålkaross (enkelhytt) Godslåda: 51 cm lämhöjd och 231 cm lång | Täckt stålkaross (dubbelhytt) Godslåda: 51 cm lämhöjd och 152 cm lång | Heltäckt stålkaross 4 sidodörrar, 1 bakdörr | Öppen kaross                      | Stålkaross i pickup-utförande Stålbågar och upprullbart tak av PU | Heltäckt stålkaross 4 sidodörrar, 1 bakdörr | Heltäckt stålkaross 4 sidodörrar, 1 bakdörr | Täckt stålkaross (dubbelhytt)                                                                                          |
| Utrustning                             | Upphängningsanordning för 3 st. sjukbårar       | Vinsch                                                               | Vinsch                                                                | Elektrisk motorvärmare                      | Pivå för montering av pvpjäs 1011 | Ett främre och ett bakre stativ för robotar                       | Vakuumassisterad broms Arbetsbord med stativ för radiostationer samt ett löst bord som kunde sättas upp som extra arbetsplats Låda för jeepdunk bakom fotsteget mitt på vänster sida |                                             | Flak med inredning för brandmateriel Vakuumassisterad broms Vinsch Vattentank 450 l Kraftuttag för drivkärra Brandpump |
| Tjänstevikt [kg]                       | 1600                                            | 1660                                                                 | 1790                                                                  | 1820                                        | 1570                              | 2175                                                              | 2100 |                                             | 1970 |
| Totalvikt [kg]                         | 2250                                            | 2450                                                                 | 2350                                                                  | 2450                                        | 2200                              | 2400                                                              | 2610 |                                             | 2710 |
| Maxlast [kg]                           | 650                                             | 790                                                                  | 560                                                                   | 630                                         | 630                               | 250                                                               | 510 |                                             | 740 |
| Passagerare                            | 6                                               | 1                                                                    | 3                                                                     | 6                                           | 3                                 | 2                                                                 | 4 |                                             | 3 |
| Elektriskt system                      | 12V                                             | 12V                                                                  | 12V                                                                   | 12V                                         | 12V                               | 12V                                                               | 24V | 24V                                         | 12V |

## Bildgalleri

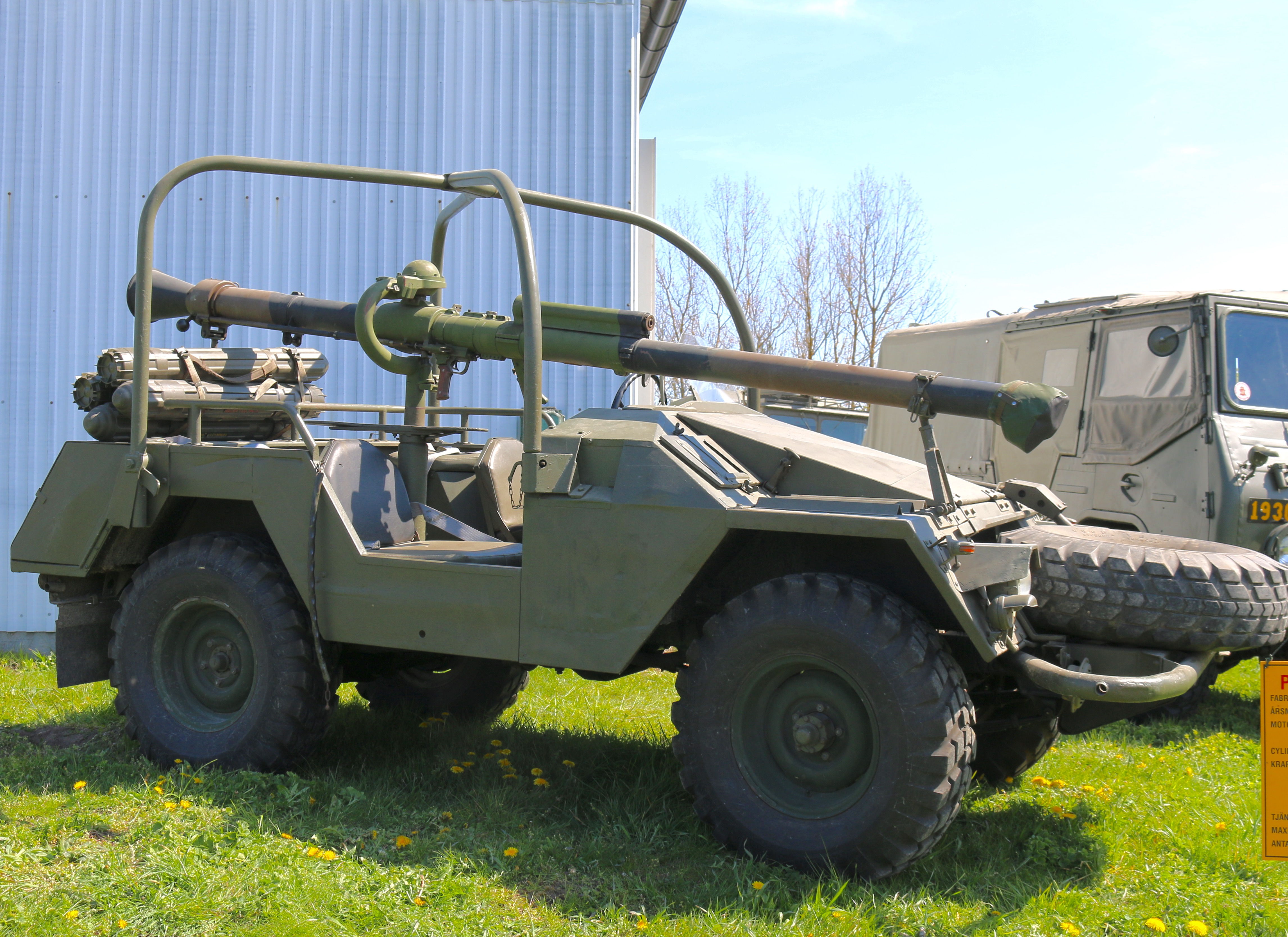
Pansarvärnspjästerrängbil 9031.
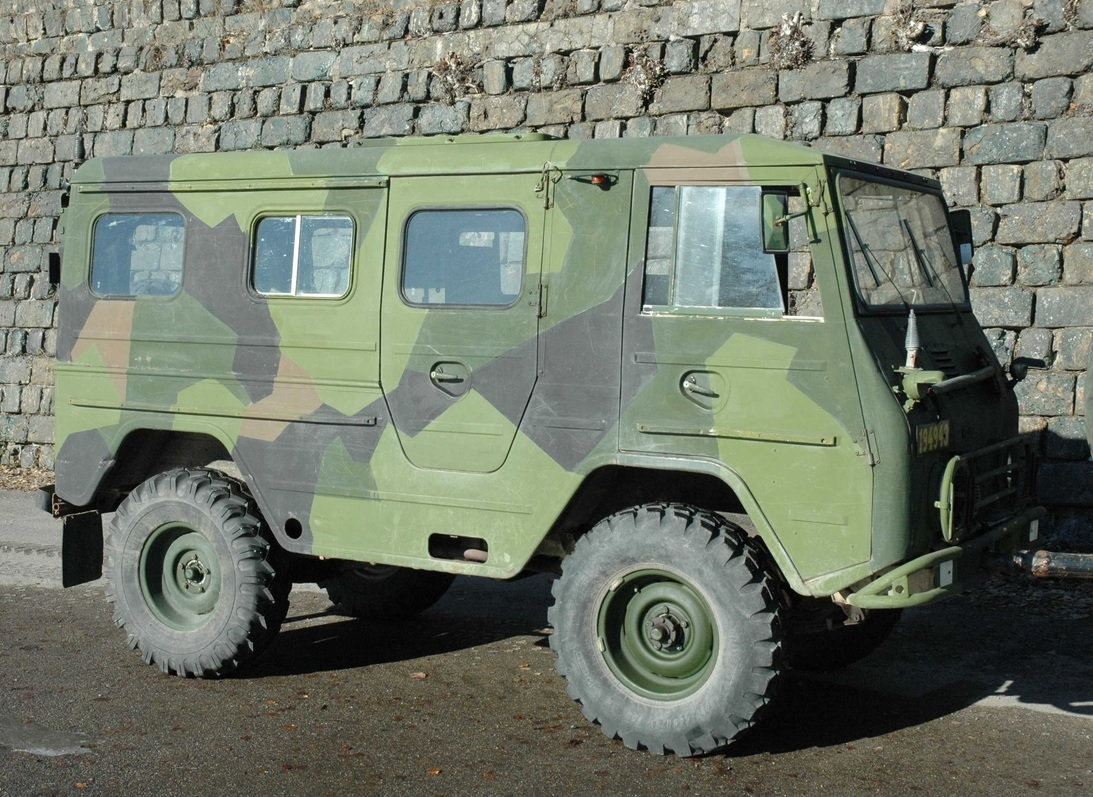
Radiopersonterrängbil 9033.
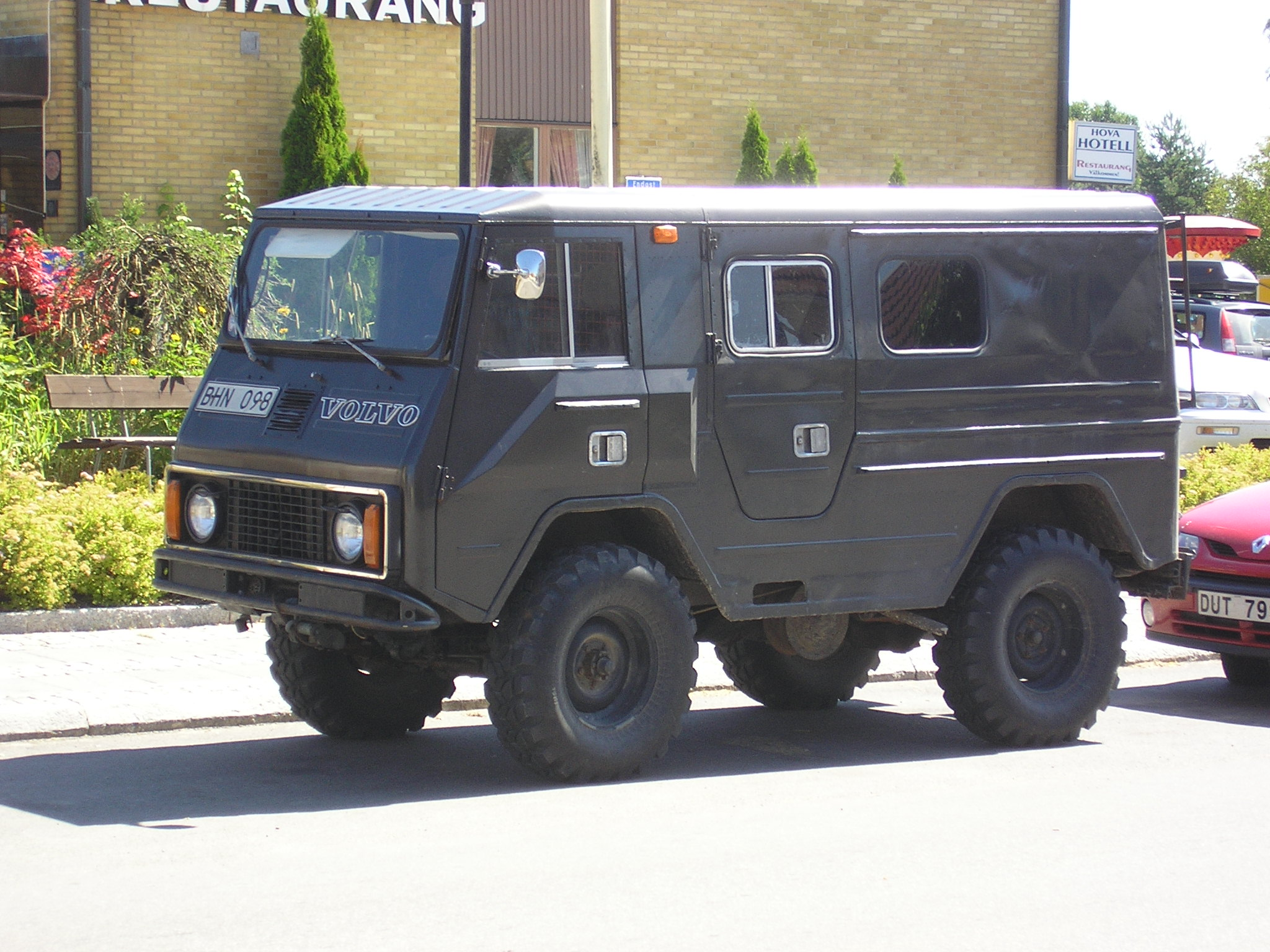
C202 i privat ägo.
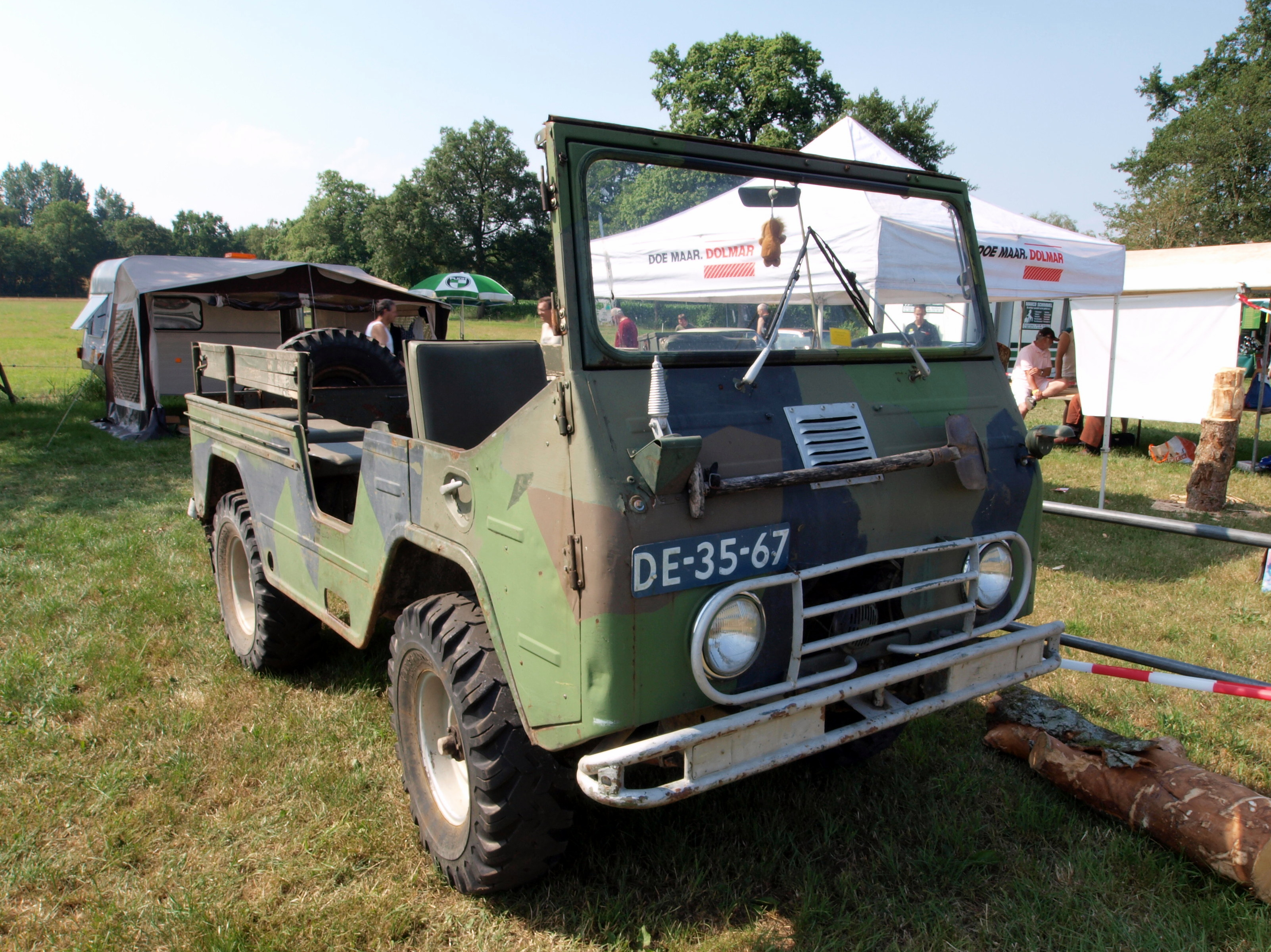
L3314 med öppen kaross
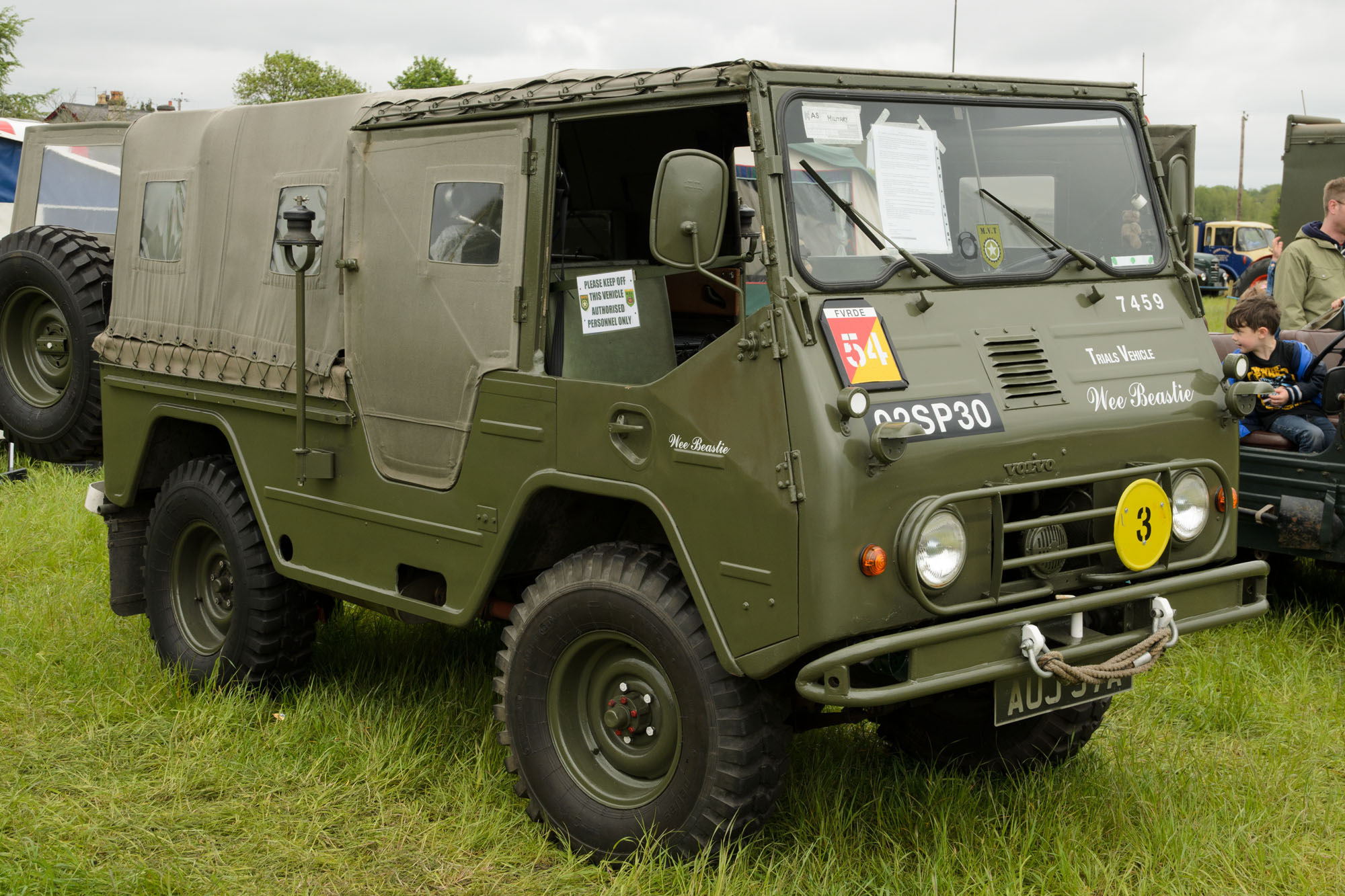
L3314N